# 야마와로

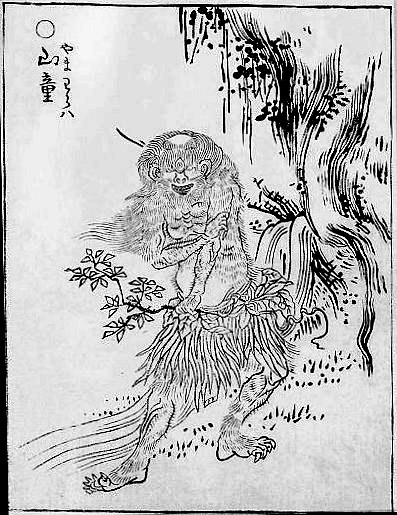
도리야마 세키엔의 『화도백귀야행』의 야마와로.

야마와로(일본어: 山童)는 규슈를 비롯한 서일본에 전승되는 요괴다. 야마와로 외에도 야마와라와, 야만몬, 야만토, 야만왓카시→산 젊은이, 야만오지양→산 아저씨, 야만타로, 야만보 등의 이름으로도 불린다. 한자로 산소(山𤢖)라고도 쓰는데, 산소란 원래 남중국에 전승되는 외다리 정괴다.
에도시대의 『화한삼재도회』에 따르면 야마와로는 규슈의 산 속에 살며 모습이 10세 정도의 어린아이 같고, 머리에는 감갈색(柿褐色) 머리칼을 길게 기르고, 온몸이 잔털로 덮여 있다. 몸통은 짧은데 두 개의 긴 다리로 곧추서서 걷고, 사람 말을 할 줄 안다. 치쿠젠국(오늘날의 후쿠오카현)이나 고토열도에 야마와로가 있다는 기술도 있다. 모습은 사람 같고 얼굴은 둥글며 붉은 머리카락을 눈까지 길게 길렀고, 귀는 개처럼 뾰족하며 코 위에 눈이 하나 있고 게, 마, 닥나무 뿌리를 먹는다고도 기록되어 있다.
구마모토현에서는 야마와로는 대목일에서 사용하는 먹을 싫어해서, 산에서 공사를 할 때 먹줄을 쳐 두면 야마와로가 가까이 오지 않는다고 여겨졌다. 산중에서 나무꾼의 일을 도와주는 경우가 있는데, 그럴 때 답례삼아 술이나 주먹밥을 주면 반복적으로 도와준다고 한다. 야마와로에게 주는 선물은 반드시 처음 약속한 것이어야 하며, 다른 물건을 주면 몹시 화를 낸다. 또한 일하기 전에 사례부터 하면 선물만 받고 달아나는 먹튀를 하는 일도 있다고 한다. 구마모토현 아시키타군에서는 산에서 할 일이 많을 때 “야만왓카시에게 부탁해야 하나”라고 말하면 야마와로가 나타난다는 속담이 있다.
히다국(오늘날의 기후현)에서는 야마가로(ヤマガロ)라고 하며, 산에 들어온 나무꾼의 도시락을 빼앗아가는 등 장난을 친다고 한다.
캇파와 비슷하게 씨름을 하거나, 우마(牛馬)에게 장난치는 것을 좋아한다고도 한다. 또 인가에 내려와 마음대로 목욕을 하고 가는 일도 있었다고 한다. 야마와로가 목욕을 한 욕조에는 기름이 둥둥 떠서 더러웠고, 심한 악취가 났다고 한다.
텐구다오시(갑자기 큰 나무가 쓰러지는 듯한 소리가 나는 것) 같은 산중에서의 괴이현상을 동일본에서는 산신이나 텐구의 소행으로 여기는 경우가 많은데, 서일본에서는 야마와로의 소행으로 여기기도 했다. 텐구다오시 소리를 야마와로가 내는 소리라고 여겼고, 구마모토현에서는 야마와로가 나무 쓰러지는 소리나 낙석 소리 외에도 인간의 노래를 흉내내거나 심지어 다이너마이트 발파 소리를 흉내냈다는 전설도 있다. 다만 서일본이라고 텐구 전설이 전혀 없는 것은 아니라서, 구마모토현 오구니정 등지에는 야마와로 전설이 없고 산중괴이현상을 텐구의 소행이라고 설명한다.
야마와로와 비슷한 성격을 가진 요괴로는 세코, 카샨보, 키노코 등이 있다.  구마모토현 아소군 오미네촌에서는 야마와로를 야마와로라고 부르면 야마와로가 화를 낸다고 하여 “세코”라는 경칭으로 부른다고 전해진다.

## 캇파와의 관계
서일본 각지에서는 캇파(河童)→강 어린이가 산에 들어간 것이 야마와로(山童→산 어린이)로서 둘은 사실 같은 것이라는 전승이 확인된다. 가을 피안(춘분) 무렵에 캇파가 산으로 들어가 야마와로가 되고, 봄의 피안(추분) 무렵에 야마와로가 강으로 내려가 캇파가 된다고 한다.
- 구마모토현: 가랏파(ガラッパ)가 추분에 산으로 들어가 야마와로가 되고, 춘분에 강으로 내려가 가랏파가 된다.[3]
- 구마모토현 구마군: 카완타로(川ん太郎)와 야만타로(山ん太郎)가 2월 1일에 자리를 바꾸며, 이 날을 타로삭일(일본어: 太郎朔日 타로츠이타치[*])이라고 한다.[7]
- 구마모토현 미나마타시: 가랏파가 음력 6월 1일(빙삭일氷朔日)에 산에서 강으로 내려온다.[1]
- 와카야마현: 가오로(ガオロ)가 추분에 입산해서 카샨보가 되고, 춘분에 강으로 내려와 가오로가 된다.[8]
- 나라현 요시노: 카와타로가 추분에 입산해서 야마타로가 되고, 춘분에 강으로 돌아와 카와타로가 된다.[8]
- 미야자키현 니시메라촌: 세코는 저녁이 되면 산에 들어갔다가 아침이 되면 강으로 돌아온다.[3]。

민속학자 야나기타 쿠니오는 「캇파의 이동(川童の渡り)」 등의 글에서, 이러한 캇파와 야마와로의 계절에 따른 변화를 계절에 따라 논밭(즉, 강)의 신과 산의 신에 대한 신앙이 변동한 것, 또는 철새 등과 관련된 계절의 변화를 나타낸 것이 아닌가 하는 설을 제기하였다.
캇파=야마와로는 산을 오갈 때 오사키(オサキ)를 따라 집단으로 이동한다고 한다. 인간이 이 길을 가로막고 집을 지어놓으면 화를 내며 벽에 구멍을 내고 뚫고 지나간다고 한다. 또한 산에서 강으로 내려가는 야마와로를 보러 가면 병이 난다고도 한다. 오사키란 한자로는 미선(尾先→꼬리끝)이라고 쓰는데, 산기슭에서 내려오는 지형을 의미하며 집을 짓기에 적합하지 않은 땅으로 알려져 있다. 구마모토현 아소군 오미네촌에서는 야마와로들이 이동하는 길목을 “토오리스지(일본어: 通り筋→지나가는 줄기)”라고 불렀다.